# فريد كارغر
فريد إس. كارغر (31 يناير 1950)، مستشار سياسي أمريكي وناشط في مجال حقوق المثليين وممثل سابق. عمل كارغر في تسع حملات رئاسية ومستشار أول لحملات رؤساء مثل: رونالد ريغان وجورج بوش الأب وجيرالد فورد.

## النشأة ومهنة التمثيل
وُلد كارغر في إلينوي، وتخرج من مدرسة نيو ترير الثانوية في عام 1968 وحصل على درجة البكالوريوس. كما حصل على درجة الدكتوراه في الاتصالات من جامعة دنفر عام 1972.
انتقل كارغر من شيكاغو إلى لوس أنجلوس وبدأ مهنة التمثيل. ظهر في إعلان لماركة أمريكية لجِل الحلاقة (إيدج) من إخراج جون هيوز، بالإضافة إلى تمثيله عدة أدوار مميزة في الأفلام. ومع ذلك، استمر كارغر في متابعة شغفه بالسياسة، ووصل في النهاية إلى مجموعة دولفين عام 1977.

## المهنة السياسية

### مستشار سياسي
بدأت مسيرة كارغر السياسية مع مجموعة دولفين في عام 1977. وشغل منصب نائب الرئيس التنفيذي والمدير المالي خلال عام 2004. وخلال فترة ولايته، ساعد كارغر في قيادة حملات حاكم كاليفورنيا جورج ديوكمغيان، والملازم مايك كورب، والحملات الرئاسية للسيناتور  روبرت دولل (جمهوري من كانساس) والسيناتور بول لاكسالت (جمهوري من ولاية نيفادا) والحاكم جون كونالي (جمهوري من تكساس) والسيناتور تشارلز بيرسي (جمهوري من إلينوي) وعشرات من المرشحين الفيدراليين والمحليين الآخرين. أدار حملات إجراء الاقتراع على مستوى الولاية والمنطقة المحلية، والحملات القضائية، وخدم في العديد من اللجان المالية والتوجيهية للحملات.
كان كارغر المستشار بالنيابة عن مطوري العقارات والمزارعين وشركات المنتجات الاستهلاكية وصناعة الضيافة والشركات الأخرى في تعاملاتهم مع الحكومة المحلية والولائية والفدرالية.

## المواقف السياسية

### عقوبة الإعدام
على الرغم من أنه كان معارضًا لعقوبة الإعدام، إلا أنه أصبح الآن من أنصارها، بعد أن أكد اعتقاده بأن عقوبة الإعدام تعمل على ردع الجريمة وأنها توفر نهاية لضحايا الجرائم الخطيرة.
يعارض كارغر إغلاق معتقل غوانتانامو.

### إسرائيل
قارن كارغر، وهو يهودي، سجله في القضايا المتعلقة بإسرائيل بسجل مناحيم بيغن، رئيس الوزراء الإسرائيلي الأسبق ومؤسس حزب الليكود. في عام 2011، حضر مؤتمر لجنة الشؤون العامة الأمريكية الإسرائيلية.
خلال رحلته الأولى إلى إسرائيل كمرشح رئاسي، التقى بنائب وزير الخارجية داني أيالون وكذلك مع نيتسان هورويتز، ثاني عضو مثلي الجنس في الكنيست.

### الزواج من نفس الجنس
أيد كارغر إلغاء قانون الدفاع عن الزواج وجعل الزواج من نفس الجنس (قانون الأرض).

### كنيسة يسوع المسيح لقديسي الأيام الأخيرة
يعد كارغر ناقدًا لكنيسة يسوع المسيح لقديسي الأيام الأخيرة (كنيسة إل دي إس) بسبب معارضة تلك الكنيسة للزواج من نفس الجنس. لقد صرّح بأنه إذا تلقى الرئيس رومني مكالمة من رئيس كنيسة إل دي إس، فلن يكون أمامه خيار سوى الانصياع. إنه انقياد على مستوى الأسرة والبلد. قيّم موقع بوليت.فاكت هذا الادعاء من قبل كارغر على أنه خاطئ، مستشهدا بأمثلة من الكنيسة التي تعلن الحياد السياسي وأن المورمون البارزين لديهم وجهات نظر سياسية متباينة على نطاق واسع، ليبرالية ومحافظة على حد سواء.

### سن التصويت
اقترح كارغر التعديل رقم 28 لدستور الولايات المتحدة والذي من شأنه أن يمنح الأشخاص الذين تتراوح أعمارهم بين 16 و17 عامًا حق التصويت، وهو يجادل بأن مثل هذا التعديل من شأنه أن يشجع الشباب على المشاركة في العملية السياسية.
يقول كارغر إنه يدعم تحسين التعليم وخلق فرص عمل في الولايات المتحدة. كما أنه يدعم إصلاح نظام الهجرة ويعارض بناء دولة في الشرق الأوسط.